# Yunan Tombe Trille Kuku Andali
Yunan Tombe Trille Kuku Andali (ur. 1 stycznia 1964 w Tojoro) – sudański duchowny katolicki, biskup Al-Ubajjid od 2017.

## Życiorys
7 kwietnia 1991 otrzymał święcenia kapłańskie i został inkardynowany do diecezji Al-Ubajjid. Po kilkuletnim stażu wikariuszowskim został rektorem niższego seminarium, a następnie także wikariuszem generalnym diecezji. W latach 2002–2009 studiował w Nairobi, a po powrocie do kraju objął probostwo w Saraf Jamus. W 2012 powołany na urząd rektora międzydiecezjalnego seminarium w Dżubie.
13 lutego 2017 papież Franciszek mianował go biskupem ordynariuszem diecezji Al-Ubajjid w metropolii Chartum. Sakry udzielił mu 23 kwietnia 2017 kardynał Gabriel Zubeir Wako.